# Вила Бонини (Ређо Емилија)
Вила Бонини је насеље у Италији у округу Ређо Емилија, региону Емилија-Ромања.
Према процени из 2011. у насељу је живело 39 становника. Насеље се налази на надморској висини од 600 м.